# Mamossafo
Mamossafo (ou Mamossafon) est un village du Cameroun situé dans le département du Noun et la Région de l'Ouest. Il fait partie de l'arrondissement de Magba.

## Population
En 1967, le village comptait 131 habitants, principalement des Bamoun. Lors du recensement de 2005, on y a dénombré 310 personnes.